# Türschwelle

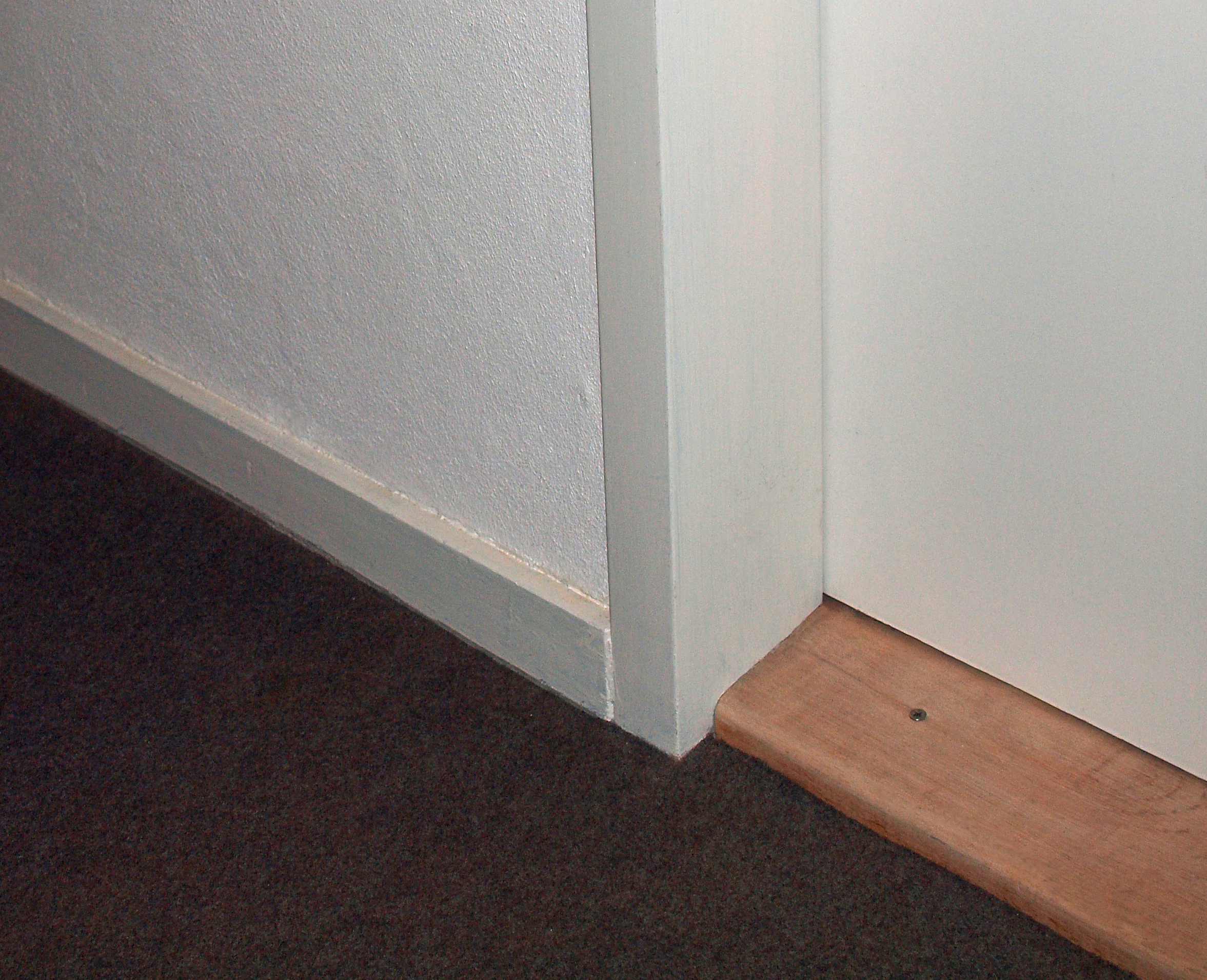
Hölzerne Türschwelle an einer Wohnungstür

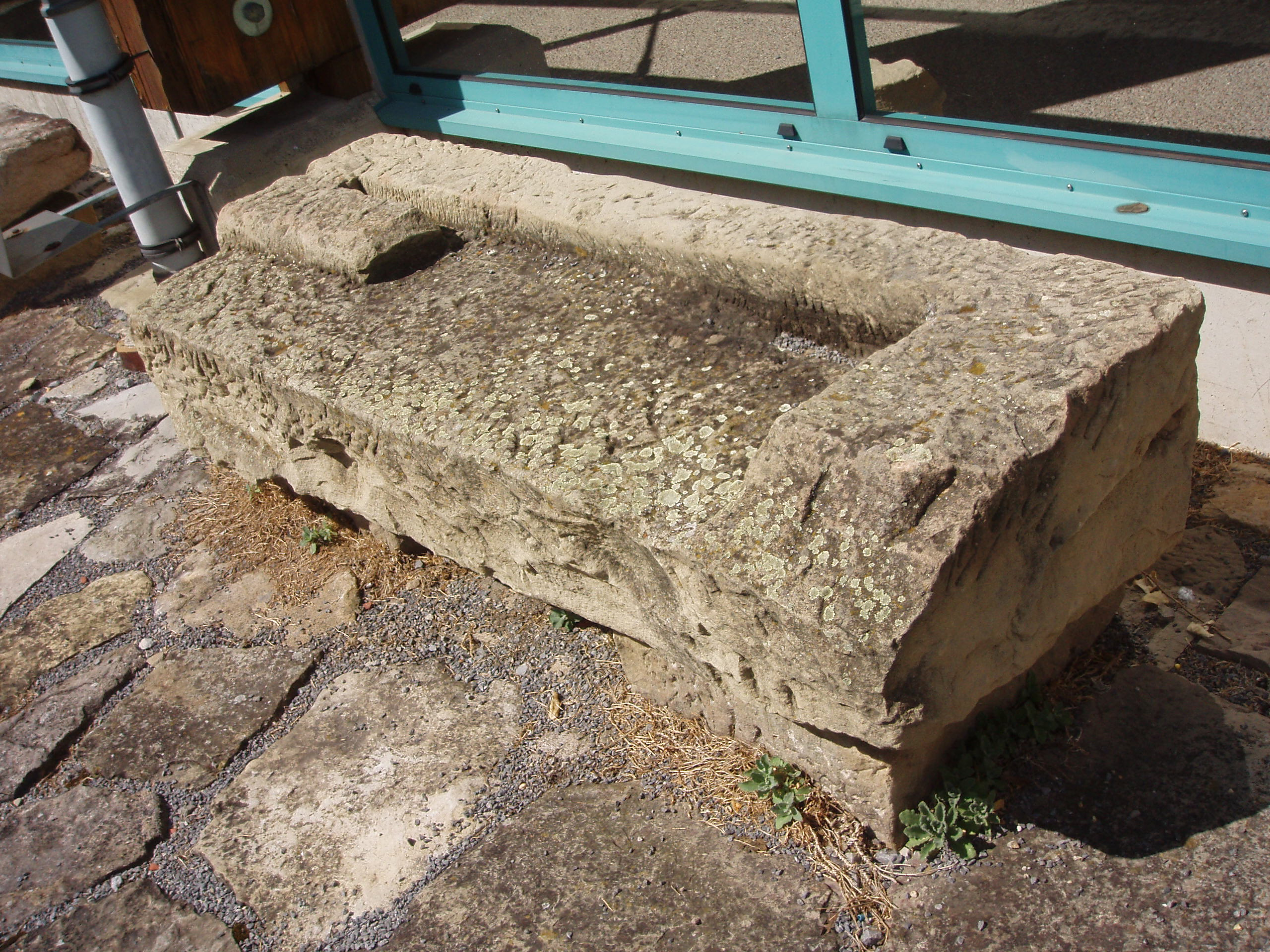
Türschwelle aus der Römerzeit

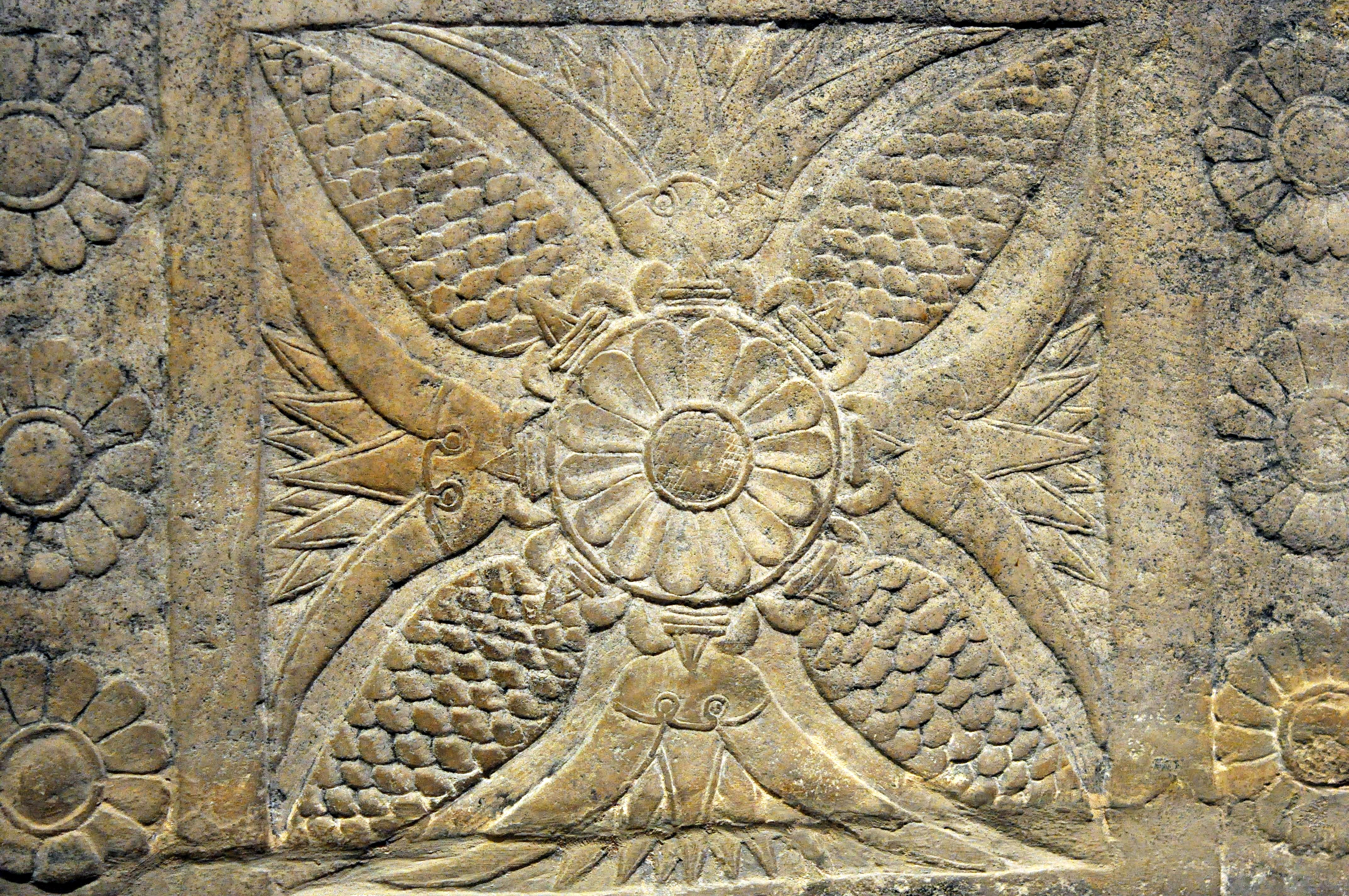
Relief auf einer Steinschwelle in Ninive, Irak

Die Türschwelle (österr. auch „(Tür-)Staffel“) ist der Übergang von einer Türseite zur anderen. Sie kann als Brett, als flacher Stein, Metallschiene oder aus jedem beliebigen Material hergestellt sein. Sie ist Trennlinie und gleichzeitig eine Verbindung zwischen den senkrechten Teilen des Türrahmens.

## Funktion
Schwellen decken Stoßfugen ab und dienen als unterer Anschlag für das Türblatt. Durch die Verwendung von Türschwellen lassen sich Lärm und Zugluft reduzieren und auch das Eindringen von Wasser in Räumlichkeiten wird durch entsprechend hohe Schwellen verhindert; gleiches gilt für Kleintiere und tierischen Kot.

## Rechtliche Situation in Deutschland
Waren Türschwellen – insbesondere an sakralen Gebäuden – früher oft deutlich höher, so werden heutzutage insbesondere in öffentlich zugänglichen Gebäuden Türschwellen aus Gründen der Barrierefreiheit vermieden.
In Deutschland gilt beispielsweise für barrierefreie Wohnungen, dass die Höhe einer Türschwelle maximal 2 cm betragen darf, wenn sie technisch unvermeidbar ist (DIN 18040), ansonsten ist jeglicher Höhenversatz im Fußboden zu vermeiden.
Für Wohnungen, bei denen die Barrierefreiheit nicht vereinbart ist, gilt keine verbindliche Vorgabe. Eine Schwellenhöhe von max. 25 mm sollte angestrebt werden.

## Brauchtum, Literatur, Wissenschaft und Aberglaube
In nordischen Megalithanlagen und sardischen Felsengräbern finden sich Schwellensteine, die den profanen vom sakralen Bereich trennen. Die „Grenze“ (limen) im Carmen Arvale kann möglicherweise die Türschwelle sein, doch ist die Bedeutung dieses kultischen Gesangs nicht eindeutig geklärt.
Den Römern galt die rechte Seite als glückverheißend, die linke als unglückbringend. Daher sollten Besucher, die ein Haus betraten, den rechten Fuß zuerst über die Schwelle setzen. Ebenfalls seit der Römerzeit bekannt ist der verbreitete Brauch, dass der Bräutigam die Braut über die Türschwelle des Hauses trägt, in dem das Ehepaar gemeinsam wohnen wird. Er symbolisiert wohl einen gemeinsamen Eintritt in einen neuen Lebensabschnitt, doch möglicherweise steckt hinter dieser Prozedur gleichzeitig die Vorstellung, die Wächter des Hauses oder böse Geister müssten überlistet werden, damit der Braut nichts Böses geschehen kann, oder die Braut müsse davor bewahrt werden, auf der Schwelle zu stolpern, was ein schlechtes Omen sei.
In Goethes Faust I meint der Titelheld, seine Türschwelle durch ein Pentagramm gegen das Eindringen böser Geister geschützt zu haben, doch da das Symbol nicht sorgfältig genug ausgeführt ist, gelingt es Mephisto, in Pudelgestalt die Barriere zu überwinden.
In der Novelle Aus dem Leben eines Taugenichts von Joseph von Eichendorff kann die Türschwelle als symbolische Grenze zwischen Diesseits und Jenseits gesehen werden.
Das Überschreiten einer Türschwelle löst oft einen nachgewiesenen neurologischen Effekt aus. Der sogenannte Türschwellen-Effekt (auch Türrahmen-Effekt, engl. Doorway Effect) beschreibt das Phänomen, sich nach dem Überschreiten einer Türschwelle plötzlich nicht mehr an Dinge erinnern zu können, die man kurz zuvor noch erledigen wollte.

## Außereuropäische Bräuche

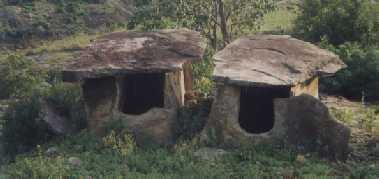
Hohe Schwellen an den Eingängen südindischer „Dolmen“

Die Bewohner chinesischer Wohnhöfe halten hohe Türschwellen (menkan) für einen Schutz nicht nur vor Schmutz und kleinen Tieren, die nicht ins Haus kommen sollen, sondern auch vor Unglück. Kleine Kinder sollen nicht in der Nähe der Schwellen stehen, damit ihnen nichts Böses geschieht.
Auch in Russland ist die Vorstellung verbreitet, dass der Aufenthalt zwischen zwei Räumen unheilvoll ist. Daher werden Besucher erst zum Eintreten aufgefordert und dann begrüßt, nicht aber auf der Türschwelle. Auch andere wichtige Handlungen dürfen nicht auf der Türschwelle stattfinden.
In Indien und anderen Ländern Asiens hängen über den Turschwellen oft Chili-Bündel mit Limetten als Schutz vor bösen Geistern und anderem Unheil. Die Eingänge zu den von Laien nicht zu betretenden Kulträumen indischer Tempel sind regelmäßig durch ca. 20 bis 30 cm hohe Schwellensteine gesichert.